# Romero Frank
Frank Lark Romero Berrocal (Lima, 19 agosto 1987) è un calciatore peruviano naturalizzato giapponese, centrocampista del Reilac Shiga FC.